# Euoplos annulipes
Euoplos annulipes är en spindelart som först beskrevs av Carl Ludwig Koch 1841.  Euoplos annulipes ingår i släktet Euoplos och familjen Idiopidae.
Artens utbredningsområde är Tasmanien. Inga underarter finns listade i Catalogue of Life.